# Équipe du Cameroun des moins de 17 ans de football
Maillots
L'équipe du Cameroun des moins de 17 ans est une sélection de joueurs de moins de 17 ans au début des deux années de compétition placée sous la responsabilité de la Fédération du Cameroun de football. Elle remporta deux fois la Coupe d'Afrique des nations des moins de 17 ans et participa à la Coupe du monde de football des moins de 17 ans en inde et une seconde au Brésil.

## Parcours en Coupe d'Afrique des nations des moins de 17 ans
- 1995 : Forfait
- 1997 : Non qualifié
- 1999 : 4e
- 2001 : 1er tour
- 2003 :  Vainqueur
- 2005 : Non qualifié
- 2007 : Non qualifié
- 2009 : 1er tour
- 2011 : Non qualifié
- 2013 : Non qualifié
- 2015 : 1er tour
- 2017 : 1er tour
- 2019 : Vainqueur
- 2023 : 1er tour

## Parcours en Coupe du monde des moins de 17 ans
- 1985 : Non qualifié
- 1987 : Non qualifié
- 1989 : Non qualifié
- 1991 : Non qualifié
- 1993 : Non qualifié
- 1995 : Non qualifié
- 1997 : Non qualifié
- 1999 : Non qualifié
- 2001 : Non qualifié
- 2003 : 1er tour
- 2005 : Non qualifié
- 2007 : Non qualifié
- 2009 : Non qualifié
- 2011 : Non qualifié
- 2013 : Non qualifié
- 2015 : Non qualifié
- 2017 : Non qualifié
- 2019 : 1er tour
- 2023 : Non qualifié

## Palmarès
- Coupe d'Afrique des nations des moins de 17 ans : 
  - Vainqueur : 2003.
- Coupe de l'UNIFFAC de football des moins de 17 ans
  - Vainqueur en 2008.
- Coupe d'Afrique des nations des moins de 17 ans : 
  - Vainqueur : 2019.

## Joueurs connus
- Dany Nounkeu
- Alexandre Song
- Stéphane Mbia